# Kovača vas (gmina Slovenska Bistrica)
Kovača vas – wieś w Słowenii, w gminie Slovenska Bistrica. W 2018 roku liczyła 562 mieszkańców.